# Єста Перссон
Єста Перссон (швед. Gösta Persson, 8 січня 1904 — 23 лютого 1991) — шведський плавець.
Бронзовий медаліст Олімпійських Ігор 1924 року.